# Алфонзи (Анкона)
Алфонзи (итал. Alfonsi) насеље је у Италији у округу Анкона, региону Марке.
Према процени из 2011. у насељу је живело 19 становника. Насеље се налази на надморској висини од 117 м.